# Passa Quatro (kommun)
Passa Quatro är en kommun i Brasilien.   Den ligger i delstaten Minas Gerais, i den sydöstra delen av landet, 800 km söder om huvudstaden Brasília. Antalet invånare är 15 584.
Följande samhällen finns i Passa Quatro:
- Passa Quatro

Omgivningarna runt Passa Quatro är huvudsakligen savann. Runt Passa Quatro är det ganska tätbefolkat, med 65 invånare per kvadratkilometer.